# DaVinci Resolve
DaVinci Resolve ist eine Videoschnittsoftware des Unternehmens Blackmagic Design. DaVinci Resolve wurde erstmals 2004 als Farbkorrektursoftware von da Vinci Systems veröffentlicht.

## Allgemeines
Die Systeme nutzten die Parallelverarbeitung in einer InfiniBand-Topologie, um die Leistung bei der Farbkorrektur zu unterstützen. Die Resolve R-Serie mit 4K-Auflösung (z. B. die 2008 eingeführte R-100 und die 2009 eingeführte stereoskopische 3D-Version R-360-3D) ersetzte diese proprietäre Hardware durch CUDA-basierte Nvidia-GPUs.

## Geschichte
Die ersten Versionen von DaVinci Resolve waren auflösungsunabhängige Werkzeuge von da Vinci Systems (mit Sitz in Coral Springs, Florida), das zuvor andere Farbkorrektursysteme wie da Vinci Classic (1985), da Vinci Renaissance (1990) und da Vinci 2K (1998) anbot. Das System wurde 2004 auf den Markt gebracht in drei Konfigurationen: dem digitalen Zwischenfarbkorrekturwerkzeug Resolve DI, dem Werkzeug für visuelle Effekte Resolve FX und dem Werkzeug für die Auflösungsverarbeitung Resolve RT 2K.
Diese ersten Versionen waren in spezielle Hardware-Controller integriert.
2009 kaufte das australische Unternehmen für Videobearbeitung und -verteilung Blackmagic Design da Vinci Systems und erweiterte das Entwicklungsteam. Es löste die Supportverträge für das Tool auf. Im Oktober 2009 spekulierte der CEO von Blackmagic Design, Grant Petty, in einem Interview, dass der Preis von Resolve wahrscheinlich auf unter 100.000 US-Dollar gesenkt werden könne.
Blackmagic Design-Versionen (2010-heute)
Auf der NAB 2010 in Las Vegas kündigte Blackmagic Design im April 2010 drei neue Preismodelle für Resolve an: eine Softwareversion für macOS für 995 US-Dollar, die macOS-Version mit Advanced Control Surface (einst Impresario von da Vinci Systems) für 29.995 US-Dollar und Lizenzen für die Linux-Version (mit Unterstützung mehrerer GPUs ab 19.995 US-Dollar bis rund 150.000 US-Dollar). Zuvor waren Preise von 200.000 bis 800.000 US-Dollar branchenüblich.
Im September 2010 wurde die Version 7 (umbenannt in DaVinci Resolve) als erste von Blackmagic Design mit dem neuen Preismodell veröffentlicht - nun mit Apple ProRes-Unterstützung und Unterstützung für die von Red Digital Cinema hergestellten RED Rocket Digital Video Decoder Boards.
Die Änderungen am Preismodell wurden 2011 mit der Version 8 fortgesetzt: Blackmagic Design kündigte eine kostenlose, funktionsreduzierte Version als DaVinci Resolve 8 Lite neben den kommerziellen Optionen an. Mit Version 8 kam die Unterstützung der OpenCL-Beschleunigung und die XML-Integration mit nicht-linearen Editor-Anwendungen (NLE) hinzu. Anschließend wurde mit der Version 8.2 (Dezember 2011) der Anwendungsbereich der Software (die zuvor nur für macOS und Linux verfügbar war) mit der ersten Windows-Version, beginnend mit einer öffentlichen Betaversion, weiter ausgebaut.
Version 9 (2012) enthielt neu gestaltete Elemente der Benutzeroberfläche, fügte Optionen zur Bearbeitung von Metadaten hinzu und erweiterte die Palette der unterstützten Kameras und Dateitypen. Im darauffolgenden Jahr wurde Version 10 veröffentlicht, die den Umfang der aus XML-, AAF- und EDL-Dateien importierten Informationen erhöhte und OpenFX-Plug-in, JPEG 2000 und AVI-Unterstützung hinzufügte. Version 10 war auch die erste, die neben der Farbkorrektur grundlegende Videobearbeitungsfunktionen, wie das Trimmen von Clips, enthielt.
Die im August 2014 veröffentlichte Version 11 fügte Funktionen für das Abmischen von Audio, die Organisation von Medien und weitere Videobearbeitungsfunktionen hinzu, so dass die Software zum ersten Mal als eigenständiger nicht-linearer Editor (NLE) fungieren konnte, der sich auch in andere NLEs integrieren ließ.
Version 12 (angekündigt auf der NAB 2015) fügte eine neue Audio-Engine hinzu (für VST/AU-Plug-ins). Version 14 (2017) fügte ein Audiobearbeitungs-Modul von Fairlight hinzu (kurz nach Übernahme des Unternehmens durch Blackmagic Design).
Die erste Version von Resolve für Standard-Editionen von Linux (Version 12.5.5) wurde 2017 verfügbar - auch als erste kostenlose Resolve-Version. Frühere Versionen erforderten eine angepasste Linux-Version, die Verwendung des DaVinci Resolve Advanced Hardware-Bedienfelds und einen Lizenz-Dongle.
Die 2018 veröffentlichte Version 15 fügte eine integrierte Version der Anwendung Fusion für Compositing und visuelle Effekte hinzu, die 1987 entwickelt und 2014 von Blackmagic Design übernommen wurde.

## Berühmte Anwendungen
Die Software wurde unter anderem für die Postproduktion von Deadpool 2, Kingsman: The Golden Circle, Star Wars: Die letzten Jedi und X-Men: Apocalypse genutzt.